# Nagar (stato principesco)
Nagar (Urdu: ریاست نگر) fu uno Stato principesco nell'estremo nord dei Territori del Nord in Pakistan che esistette fino al 1974.
Confinava a sud e ad ovest con l'Agenzia Gilgit dell'Impero britannico, e ad est e a nord con lo stato principesco di Hunza.
La capitale era Nagar.
Tra il 1889 e il 1892 l'impero britannico assunse il controllo dello Stato insieme a quello di Hunza.
I britannici gli conservarono lo status di principato fino al 1947 ma veniva considerato un vassallo di Jammu e Kashmir.